# Halo Legends
Halo Legends es una colección de siete cortometrajes animados ambientados en la vida del 6 °C  de Halo. Financiado por 343 Industries, empresa supervisora de la franquicia de Halo, las historias fueron creadas por seis estudios de animación japoneses: Bee Train,  Bones, Casio Entertainment, Production I.G, Studio 4 °C, y Toei Animation. Shinji Aramaki, creador y director de la película Appleseed y su secuela Appleseed EX Machina, trabajó como director creativo del proyecto. Warner Bros. lanzó Legends en DVD y Blu-ray el 16 de febrero de 2010.
La idea para una recopilación de cortometrajes en anime existía años antes que el proyecto fuera impulsado. Frank O'Connor, el director creativo de 343 Industries, presentó a los estudios de animación los guiones terminados en una variedad de estilos diferentes.

## Desarrollo

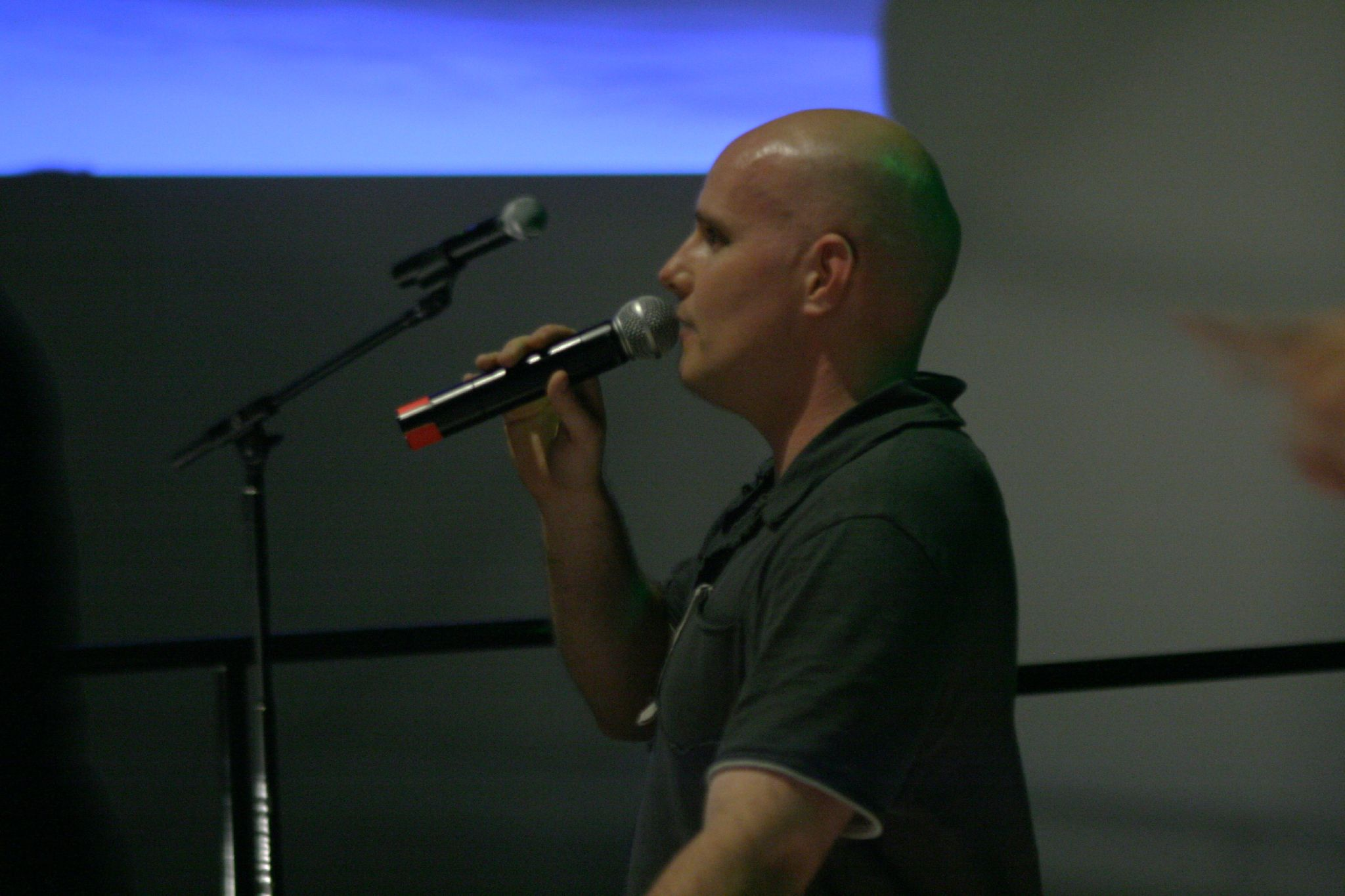
Frank O'Connor, director creativo de una división de Microsoft que supervisa Halo, estuvo muy involucrado en el desarrollo de las historias que aparecen en Legends.

Para supervisar el desarrollo de toda la franquicia de Halo, Microsoft creó una división interna, 343 Industries, para gestionar la marca Halo. Frank O'Connor, director creativo de 343, dijo que esa medida era vital: «Si te fijas en la forma en que George Lucas mantuvo a flote Star Wars, no sólo para ganar dinero a partir de figuras de acción sino para controlar la dirección del universo una vez que estás dentro, podrás entender por qué creemos que es muy vital». Halo Legends tiene sus orígenes en el cómic de 2006 producido por Marvel Comics, The Halo Graphic Novel; O'Connor dijo que la idea para una recopilación de cortometrajes en anime existía años antes que el proyecto fuera impulsado. Queriendo contar pequeñas historias en un formato diferente al de los videojuegos y novelas, en diferentes estilos artísticos, O'Connor dijo que el anime fue una decisión natural para poner en marcha el proyecto. Una consideración adicional es que 343 Industries sentía que el estilo de narración japonés encajaba bien con las historias. La mayoría de los estudios de animación a los que Microsoft consultó estaban disponibles para realizar el proyecto. Muchos de los estudios tuvieron «miedo» de crear sus propias historias, incluso si estaban familiarizados con la serie, por lo que O'Connor les envió posibilidades sobre que podrían tratar las historias. Microsoft estaba profundamente involucrado en hacer que los detalles de la historia fueran los correctos y en escribir los guiones de las historias —O'Connor estima que el 50 % de los diálogos en los guiones finales fueron literalmente de los originales—. Mientras que todas las historias, salvo una, se consideran canónicas, O'Connor señaló que algunas discrepancias fueron la causa de las diferentes interpretaciones artísticas.
A los estudios de animación se les dio amplia libertad para su presentación. «Nos dimos cuenta muy pronto que [Halo] podría tomar interpretación», dijo O'Connor, diciendo que el aspecto y la sensación del universo de Halo se mantuvo incluso a través de diferentes estilos artísticos. En el desarrollo de sus historias y estilos, los estudios de animación se suministraron accediendo a la Halo Story Bible (libro producido para la comprensión del universo de Halo que contiene información sobre todos los aspectos canónicos que se ha desarrollado) y patrimonios de arte.
Uno de los estilos artísticos más alejados de los estilos tradicionales de animación está en «The Duel», que emplea un filtro que hace cada elemento luzca como si fuera pintado a mano por acuarelas. El objetivo que quería lograr este episodio en el proyecto fue, «hacerle entender al público que deben ser otros estilos de animación más allá de los que fueron presentados, que fueron dos tipos de animación principales —precisamente dibujos cel-style en 2D y un estilo de gráficos creados por ordenador en 3D—. Quería demostrar que los creadores no se limitan, que tienen muchas opciones para diferentes estilos —de animación— al crear historias».
La grabación de las voces fue hecha por Seraphim Digital en Houston, Texas.

## Episodios
Varios episodios fueron emitidos originalmente en Halo Waypoint en la fecha especificada. Los episodios varían de longitud de diez a veinte minutos.
| # | Título           | Estudio                  | Estreno                                  |
| --- | ---------------- | ------------------------ | ---------------------------------------- |
| 1 | «The Babysitter» | Studio 4°C               | 7 de noviembre de 2009                   |
| «The Babysitter» sigue a un equipo de cuatro Soldados de Choque de Descenso Orbital (ODST), o Helljumpers. El equipo está compuesto por el Soldado raso O'Brien, el Sargento Cortez, el Cabo Taylor Miles y el Cabo Checkman. O'Brien está siendo reemplazado como francotirador del equipo por Cal-141, un SPARTAN-II, y éste actúa como su «niñera». El equipo es enviado a una zona del Covenant bajo una lluvia de meteoritos para eliminar a uno de los profetas. Producido por Eiko Tanaka y dirigido por Toshiyuki Kanno. |                  |                          |                                          |
| 2 | «The Duel»       | Production I.G           | 21 de noviembre de 2009                  |
| «The Duel» fue producido por Mitsuhisa Ishikawa y dirigido por Hiroshi Yamazaki, con la supervisión creativa de Mamoru Oshii. La historia sigue a un Sangheili llamado Fal que no quiere seguir la religión del Covenant y es acusado de herejía por uno de los profetas. Por ende un Elite es enviado a asesinar a su esposa, y Fal comenzará su viaje en busca de venganza. El Sangheili no cederá en su búsqueda, pero es arrastrado a una trampa. |                  |                          |                                          |
| 3 | «The Package»    | Casio Entertainment      | 5 y 12 de diciembre de 2009 (dos partes) |
| A bordo de una nave, un grupo de supersoldados llamados Spartans (John-117, Frederic-104, Kelly-087, Arthur-079 y Solomon-069) son informados acerca de su misión: abordar una flota Covenant y recuperar un importante «paquete». La nave aterriza y despliega a los Spartans en pequeñas flotillas llamadas «Booster Frames». Solomon detecta el paquete en una de las naves, pero se da cuenta demasiado tarde de que se trata de una trampa; la nave es destruida y Solomon muere. Arthur es asesinado tratando de cubrir a Kelly durante la batalla, y el resto de los Spartans abordan la nave Covenant. Haciendo su camino a través de las defensas Covenant, el Jefe Maestro se las arregla para recuperar el paquete —una científica humana llamada Catherine Halsey en estado de hibernación criogénica— y ambos escapan a través de una cápsula de escape del Covenant. Los Spartans restantes son rescatados y abandonan el lugar. |                  |                          |                                          |
| 4 | «Origins»        | Studio 4°C               | 1 de enero de 2010                       |
| A bordo de la nave Forward Unto Dawn, la inteligencia artificial Cortana y el Jefe Maestro están varados después de los acontecimientos de Halo 3. Cortana reflexiona sobre su existencia y lo que ha aprendido acerca de la noble y antigua raza conocida como los Forerunner. Cortana narra hechos del pasado: hace miles de años, los Forerunner eran una gran civilización, pero fueron atacados por la infección parasitaria Flood. Los Forerunner subestimaron a los Flood, pero estos ya se habían extendido lo suficiente, obteniendo todo el conocimiento de la vida que infectaban. A pesar de que los Forerunner lucharon con valentía, con el tiempo se dieron cuenta de que era una pelea inútil. Después de probar otros métodos, desarrollaron un arma como último recurso, una serie de megaestructuras con forma de anillo llamados Halo que destruiría a los Flood y todo su alimento, es decir, cada criatura inteligente en la galaxia. Los Flood y los Forerunner fueron exterminados por la activación de Halo. La segunda parte de «Origins» sigue el auge de la civilización humana. La exploración de la humanidad y la colonización de otros mundos coincide con el auge del Covenant, una alianza teocrática de razas alienígenas que veneran a los Forerunner. El Covenant lanza una masiva guerra de exterminio contra la raza humana. Los acontecimientos de Halo: Combat Evolved, Halo 2 y Halo 3 se resumen; un grupo de Elites del Covenant se alían con la humanidad para detener la propagación del Flood en la galaxia de nuevo, y la larga guerra entre humanos y Covenant termina. En el presente, Cortana advierte crípticamente que los Halos son sólo uno de muchos secretos de la galaxia. «Origins» fue una oportunidad para contar toda la historia del universo Halo de una manera clara, ya que muchas partes de la franquicia entera sólo habían sido explorados en lo que O'Connor le llama la moda del «poco a poco». |                  |                          |                                          |
| 5 | «Homecoming»     | Bee Train/Production I.G | Nunca estrenado                          |
| El episodio fue producido por Production I.G y el productor ejecutivo Koichi Mashimo, escrito por Hiroyuki Kawasaki y dirigido por Koji Sawai. En un planeta, fuerzas de la UNSC son inmovilizadas por el Covenant. Un Spartan cuyo nombre en código es Daisy llega y ayuda a evacuar las fuerzas de la UNSC. Mientras que en la batalla, Daisy tiene recuerdos de su pasado en el proyecto de los supersoldados SPARTAN-II. Cuando ella decide escapar del proyecto y volver a casa descubre que ha sido suplantada por un clon de ella misma. Daisy decide matar a su clon, pero la Dra. Catherine Halsey la convence de volver para completar su entrenamiento. Antes de irse, su clon le da un oso de peluche que Daisy había perdido. En el presente, Daisy es disparada y asesinada, su cuerpo es encontrado por el Jefe Maestro, quién recoge el oso de peluche a su lado y lo pone en sus manos. |                  |                          |                                          |
| 6 | «Prototype»      | Bones                    | Nunca estrenado                          |
| Un sargento de la marina apodado Ghost y su equipo son enviados a probar un prototipo de armadura de batalla. Durante las pruebas el Covenant los invade y el Protocolo Cole es activado, por ende toda la tecnología humana avanzada debe ser destruida de inmediato. Al no querer que ésta misión resultara como la anterior, en el que murió su pelotón entero, el sargento desobedece estas órdenes y se apodera de un traje de armadura pesada y lo utiliza para cubrir a su equipo a medida que evacuan. Ghost daña masivamente las fuerzas del Covenant, pero es superado en gran medida por ellos, y resulta gravemente herido. Como las últimas naves de evacuación ya habían volado lejos, usa el traje de autodestrucción matando a varias unidades Covenant y completando su misión. Animado por Bones, dirigido por Tomoki Kyoda Yasushi Muraki, con diseños de producción por Shinji Aramaki. |                  |                          |                                          |
| 7 | «Odd One Out»    | Toei Animation           | Nunca estrenado                          |
| El episodio fue animado por Toei Animation, además fue escrito y dirigido por Daisuke Nishio. «Odd One Out» es una parodia del universo de Halo y no es canónica. Luego de resbalar y caer de una nave, el Spartan-1337 cae en un planeta árido, habitado solo por cinco niños (dos de ellos adolescentes y con fuerza sobrehumana, probablemente relacionados con el proyecto SPARTAN-II) y una vieja inteligencia artificial de la UNSC, además de dinosaurios. El Profeta de la Verdad confude a 1337 con el Jefe Maestro, y envía a Pluton, la nueva bio-arma del Covenant, a destruir al Spartan equivocado. En combate, 1337 y los dos adolescentes fallan al intentar detener a Pluton, pero la inteligencia artificial activa una vieja fragata de la UNSC, enviando a Pluton a un punto aleatorio del espacio. Cuando el contacto con radio se restablece, 1337 es capturado por un pterodáctilo, mientras se muestra a Pluton atrapado en un anillo Halo. |                  |                          |                                          |

## Lanzamiento y recepción
Halo Legends originalmente iba a ser lanzado el 9 de febrero de 2010, pero su lanzamiento fue aplazado para el 16 de febrero de ese año. La recopilación se presenta en tres diferentes paquetes: un DVD estándar con todos los episodios, una edición especial de dos discos que contiene comentarios adicionales, y la edición Blu-ray, que contiene características de la edición especial y un resumen de la historia de Halo. El estreno de Halo Legends en Estados Unidos se celebró en el AMC Metreon en San Francisco el 10 de febrero, acompañado por la banda sonora de Legends publicada por Sumthing Distribution, la cual fue puesta en venta el día anterior a dicho estreno.
La recepción de Legends fue mixta. Orlando Parfit de IGN del Reino Unido, escribió que si bien la decisión de fusionar Halo y el anime parecía una elección extraña, «Halo Legends resulta un éxito —aunque de forma desigual— al intentar fusionar estos dos universos.» (Halo). Cindy White y Christopher Monfette de IGN EE. UU   dijeron que los cortometrajes «son sorprendentemente accesibles para los fans de ciencia ficción en general», y que el tiempo invertido en la colección «vale la pena». Matt Miller de Game Informer, dijo que Halo Legends hace un llamado a aquellos fanáticos interesados en la historia de la franquicia, y no a los que solo se preocupan por el modo de multijugador.
Basándose en los números de Rentrak y Home Media Magazine, Legends alcanzó la segunda y cuarta posición en ventas de Blu-ray y DVD, respectivamente, durante su primera semana de lanzamiento en los Estados Unidos. También alcanzó la séptima posición de ventas en Blu-ray en Japón. En su segunda semana salió del Top 20 en cuanto a ventas de Blu-ray en Estados Unidos, y descendió a la décima posición en ventas de DVD. De acuerdo a The-Numbers.com, Legends vendió 2,56 millones USD en mercancías, o dicho de otra manera, 168 000 DVD en su primera semana. Las ventas totales alcanzaron los 8,27 millones USD.